# Handelshøjskole Syd
Handelshøjskole Syd, forkortet HHS, var en dansk handelshøjskole, der eksisterede fra 1984 til 1998. Den havde uddannelsessteder i Esbjerg, Varde, Kolding og Sønderborg.
Etableringen af institutionen fulgte af en ny handelshøjskolelov, som Folketinget vedtog i 1983. Den gav mulighed for "oprettelse af en handelshøjskole for Syd- og Sønderjylland, opbygget over en periode til en højere læreanstalt på lige fod med handelshøjskolerne i København og Århus, med hjemsted i Sønderborg”,  men allerede i 1979 havde studielederne fra tre små sydjyske afdelinger af de eksisterende handelshøjskoler i Aarhus og København mødtes for at drøfte et samarbejde. Som noget nyt blev den nye handelshøjskole decentral
Den første rektor var Gert Engel. Mens man i Sønderborg havde lejet en tidligere folkeskole, fandt undervisningen i Esbjerg sted i en lagerbygning. I Kolding fandt med efter flere lokationer en blivende placering i det gamle sygehus.
HHS var orgainseret i tre faglige hovedområder: Det Erhvervsøkonomiske Fakultet, Det Erhvervssproglige Fakultet og Den Ingeniørfaglige Sektor. Der blev udbudt dagstudierne HA, cand.merc., cand.ling.merc., SPRØK og flere diplomingeniøruddannelser samt deltidsuddannelserne HD, ED og ensproglig korrespondent foruden overbygningsuddannelsen til registreret revisor. Dertil kommer også ph.d.-grader i erhvervsøkonomi og erhvervssprog.
Handelshøjskole Syd indgik fra januar 1997 i en fusion med Ingeniørhøjskolen Sønderborg Teknikum. Senere samme år begyndte drøftelserne om en fusion med Odense Universitet og Sydjysk Universitetscenter. Denne fusion blev godkendt i 1998.